# Eurovision Song CZ 2023
Der 5. Eurovision Song CZ fand am 30. Januar 2023 statt und war der tschechische Vorentscheid für den Eurovision Song Contest 2023 in Liverpool. Es war der erste tschechische Vorentscheid seit Eurosong 2008, der live ausgestrahlt wurde. Es gewann die Band Vesna mit dem Lied My Sister’s Crown.

## Format

### Konzept
Die öffentlich-rechtliche Fernsehanstalt Česká televize (ČT) äußerte sich zunächst nicht darüber, ob Tschechien am Eurovision Song Contest 2023 teilnehmen werde. Am 20. Oktober wurde jedoch die Teilnehmerliste für den ESC 2023 veröffentlicht, auf der sich Tschechien befand.
Am 4. Januar 2023 wurde bekanntgegeben, dass der Vorentscheid live in Prag stattfinden soll. Es sollen 3 Finalisten gewählt werden, die dann ihre Songs live vorstellen. Der Gewinner soll von tschechischem und internationalem Publikum gewählt werden sowie von einer Expertenjury.
Wie auch im Vorjahr behielt sich ČT das Recht vor, die Vorentscheidung für den Fall, dass Tschechien aus „irgendeinem Grund“ nicht am ESC teilnehmen kann, abzusagen.

### Beitragswahl
Vom 2. November bis zum 8. Dezember 2022 konnten interessierte Künstler ihre Beiträge auf der Website von ČT einreichen. Dabei konnte ein Künstler mehrere Lieder einreichen. ČT stellte folgende Bedingungen an die eingereichten Beiträge:
- das Lied darf nicht vor dem 1. September 2022 veröffentlicht oder der Öffentlichkeit vorgestellt worden sein.
- Der Leadsänger muss die tschechische Staatsbürgerschaft besitzen. Im Falle eines Duos muss einer der Leadsänger diese Bedingung erfüllen.

Am 4. Januar 2023 gab der Delegationsleiter Kryštof Šámal bekannt, dass über 170 Lieder bei ČT eingereicht wurden.

### Abstimmungsverfahren
Abgestimmt werden konnte über die offizielle Eurovision-App und über escz2023.com. Die Abstimmung lief bis zum 6. Februar 2023.

## Teilnehmer
Die Teilnehmer wurden am 16. Januar 2023 bekanntgegeben. Unter ihnen befinden sich  Pam Rabbit, welche bereits 2019 und 2020 an der Vorauswahl teilgenommen hat, und Markéta Irglová, die 2022 am isländischen Vorentscheid teilgenommen hat.

## Übertragung
Die Vorentscheidung wurde live auf dem Eurovision Song Contest YouTube-Kanal und auf der tschechischen Streamingplattform iVysílání übertragen.

## Finale
Das Finale fand am 30. Januar 2023 um 21:00 Uhr (MEZ) statt. Die Abstimmung war bis zum 6. Februar 2023 über die offizielle Website möglich.
| Platz | Startnr. | Interpret       | Lied Musik (M) und Text (T)                                                          | Sprache                                       | Übersetzung (inoffiziell)      | Tschechisches Publikum | Tschechisches Publikum | Internationales Publikum | Internationales Publikum | Gesamt |
| Platz | Startnr. | Interpret       | Lied Musik (M) und Text (T)                                                          | Sprache                                       | Übersetzung (inoffiziell)      | Punkte                 | Platz                  | Punkte                   | Platz                    | Gesamt |
| ----- | -------- | --------------- | ------------------------------------------------------------------------------------ | --------------------------------------------- | ------------------------------ | ---------------------- | ---------------------- | ------------------------ | ------------------------ | ------ |
| 1.    | 4        | Vesna           | My Sister’s Crown M/T: Patricie Kaňok Fuxová, Tanita Yankova, Kateryna Vatchenko     | Bulgarisch, Englisch, Tschechisch, Ukrainisch | Die Krone meiner Schwester     | 3.501                  | 1.                     | 7.083                    | 1.                       | 10.584 |
| 2.    | 2        | Pam Rabbit      | Ghosting M/T: Filip Vlček, Pamela Narimanian                                         | Englisch                                      | Ghosting                       | 1.417                  | 2.                     | 2.799                    | 2.                       | 04.216 |
| 3.    | 5        | RODAN           | Introvert Party Club M/T: Rodan Tuka, Jan Vávra, Joe Dolman, Jeppe Engelbrecht Appel | Englisch                                      | Party Club der Introvertierten | 0501                   | 3.                     | 1.494                    | 3.                       | 01.995 |
| 4.    | 3        | Markéta Irglová | Happy M/T: Markéta Irglová                                                           | Englisch                                      | Glücklich                      | 0184                   | 4.                     | 0825                     | 4.                       | 01.009 |
| 5.    | 1        | Maella          | Flood M/T: Michaela Charvátová                                                       | Englisch                                      | Flut                           | 0095                   | 5.                     | 0504                     | 5.                       | 00599  |